# Mäeküla (Hiiumaa)
Koordinaten: 58° 50′ N, 22° 46′ O
Mäeküla ist ein Dorf (estnisch küla) in der Landgemeinde Hiiumaa (bis 2017: Landgemeinde Käina). Es liegt auf der zweitgrößten estnischen Insel Hiiumaa (deutsch Dagö).
Mäeküla hat neun Einwohner (Stand 31. Dezember 2011). Der Ort liegt unmittelbar nördlich des Dorfes Käina (Keinis).